# Leptura ponderosissima
Leptura ponderosissima là một loài bọ cánh cứng trong họ Cerambycidae.